# Rękawczyn (Nowa Ruda)
Rękawczyn (niem. Theresienfeld) – część miasta Nowa Ruda w Polsce, położona w województwie dolnośląskim, w powiecie kłodzkim.

## Położenie
Rękawczyn to osiedle położone w obrębie  Słupca w Sudetach Środkowych, na wschodnim zboczu Wilkowca, na wysokości 410–430 m n.p.m.

## Podział administracyjny
W latach 1975–1998 miejscowość administracyjnie należała do województwa wałbrzyskiego.

## Historia
Rękawczyn powstał na przełomie XVIII i XIX wieku jako Kolonia Słupca. Powstanie miejscowości wiąże się z pobliską kopalnią „Johann Baptista”. Po roku 1945 miejscowość nie rozwinęła się i zachowała charakter osiedla górniczego.